# Италия (римская провинция)
Италия (лат. Italia) — римская провинция на Апеннинском полуострове. Италия была родиной древнеримской цивилизации и метрополией Римской империи в античную эпоху. Согласно римской мифологии, Италия была прародиной, обещанной Юпитером Энею Троянскому и его потомкам, которые основали Рим. Изначально Рим был городом-государством, которое превратилось из монархии в республику, а затем распространилось на весь полуостров, который занимали кельты на севере, этруски и умбры в центре, мессапы и греки на юге.
Первоначально слово Италия обозначало не весь полуостров. Страбон в первом томе «Географии» называет Италией участок от Мессинского пролива до линии, соединяющие заливы Салерно и Таранто. Впоследствии название расширилось на весь Апеннинский полуостров и дальше, даже истрийский город Пула входил в состав Италии. Формирование провинции закончилось, когда Юлий Цезарь дал римское гражданство жителям Цизальпийской Галлии, расширив территорию Италии до Альп.
Консолидация Италии в единое целое произошла во время римской экспансии на полуострове, когда Рим образовал постоянный союз с большинством местных племен и городов. Сила итальянской конфедерации была решающим фактором в подъёме Рима, начиная с Пунических и македонской войн в III и II веках до н. э. Поскольку провинции создавались по всему средиземноморью, Италия сохраняла особый статус, который делал её «не провинцией, а Доминусом (правителем) провинций». Такой статус означал, что римские магистраты осуществляли Imperium domi (полицейскую власть) внутри Италии, а не Imperium militiae (военную власть), используемую за границей. Жители Италии имели латинские права, а также религиозные и финансовые привилегии.
Во времена римской республики Италия, включавшая тогда в себя земли от Рубикона до Калабрии, не считалась провинцией, но лишь территорией с центром в Риме, что придавало ей особый статус. Например, военачальники не имели права вводить на её территорию войска и Цезарь, отдав приказ перейти Рубикон, положил начало гражданской войне.
Период конца II века до н. э. — начала I века до н. э. был бурным, начиная с восстаний рабов, продолжился противостоянием оптиматов реформаторам из популяров, приведя к Марсийской войне в центральной Италии. Однако к концу конфликта римское гражданство было признано за остальными италиками, а затем распространено на Цизальпийскую Галлию, когда Гай Юлий Цезарь стал римским диктатором. При переходе от республики к принципату Италия присягнула на верность Октавиану Августу и затем была преобразована в одиннадцать регионов от Альп до Ионического моря.
Затем последовало более двух столетий стабильности, в течение которых Италию называли rectrix mundi (царица мира) и omnium terrarum parens (родина всех земель).
Кризис III века особенно сильно ударил по Италии. В 286 году император Диоклетиан перенёс столицу Западной Римской империи из Рима в Медиолан. Также в 292 году он присоединил к провинции острова Корсика, Сардиния, Сицилия и Мальта. В последующую эпоху Медиолан и Равенна продолжали служить столицами Запада.
Епископ Рима приобрел большое значение во время правления Константина и получил религиозное первенство в соответствии с Фессалоникийским эдиктом при Феодосии I. Италия была несколько раз захвачена варварами и попала под контроль Одоакра, после свержения Ромула Августа в 476 году. В VI веке территория Италии была разделена между Восточной Римской империей и германскими народами. После этого Италия оставалась разделенной до 1861 года, когда она была объединена во время Рисорджименто.

## Характеристика
По окончании Марсийской войны в 88 году до н. э. Рим предоставил своим итальянским союзникам все права в римском обществе и предоставил римское гражданство всем италийцам. В эпоху Октавиана Августа 40 % населения Италии составляли горожане.
В течение многих веков Италия была сердцем Римской империи, но с III века правительство и культурный центр начали перемещаться на восток. Сначала эдикт Каракаллы в 212 году распространил римское гражданство на всех свободных людей в пределах имперских границ, затем христианство стало господствующей религией в правление Константина (306—337 годы), подняв мощь других политических центров на востоке. С 330 года росло значение Константинополя, он получил статус восточной столицы, когда в 359 году в город стали назначать префекта, а сенаторы Рима стали сенаторами самого низкого ранга.
В результате Италия стала превращаться в обычную римскую провинцию, что привело к разделению империи на две административные единицы в 395 году: Западную Римскую империю со столицей в Медиолане и Восточную Римскую империю со столицей в Константинополе. В 402 году столица была перенесена из Медиолана в Равенну, что подтвердило упадок Рима, который в 410 году был впервые за семь столетий разграблен.

## История
В 49 году до нашей эры вместе с Lex Roscia Юлий Цезарь дал римское гражданство жителям Цизальпийской Галлии; в 42 году до нашей эры существовавшая до сих пор провинция была упразднена, что расширило Италию на север вплоть до южного подножия Альп.
При Августе народы современной долины Аосты и западных и северных Альп были покорены (так западная граница римской Италии была перенесена на реку Вар), а восточная граница Италии была перенесена в Арсию в Истрии. Наконец, в конце III века в состав Италии вошли также острова Сицилия, Корсика и Сардиния, а также Реция и часть Паннонии. Город Эмона (современная Любляна) стал самым восточным городом Италии.

### Августовская организация
В начале Римской имперской эры Италия представляла собой совокупность территорий с различными политическими статусами. Некоторые города, называемые муниципиями, имели некоторую независимость от Рима, в то время как другие, колонии, были основаны самими римлянами. Около 7 года до н. э. Октавиан Август разделил Италию на одиннадцать регионов, как сообщает Плиний Старший в своей «Естественной истории»:
1. Лаций и Кампания (Latium et Campania)
2. Апулия и Калабрия (Apulia et Calabria)
3. Лукания и Бруттий (Lucania et Bruttium)
4. Самний (Samnium)
5. Пицен (Picenum)

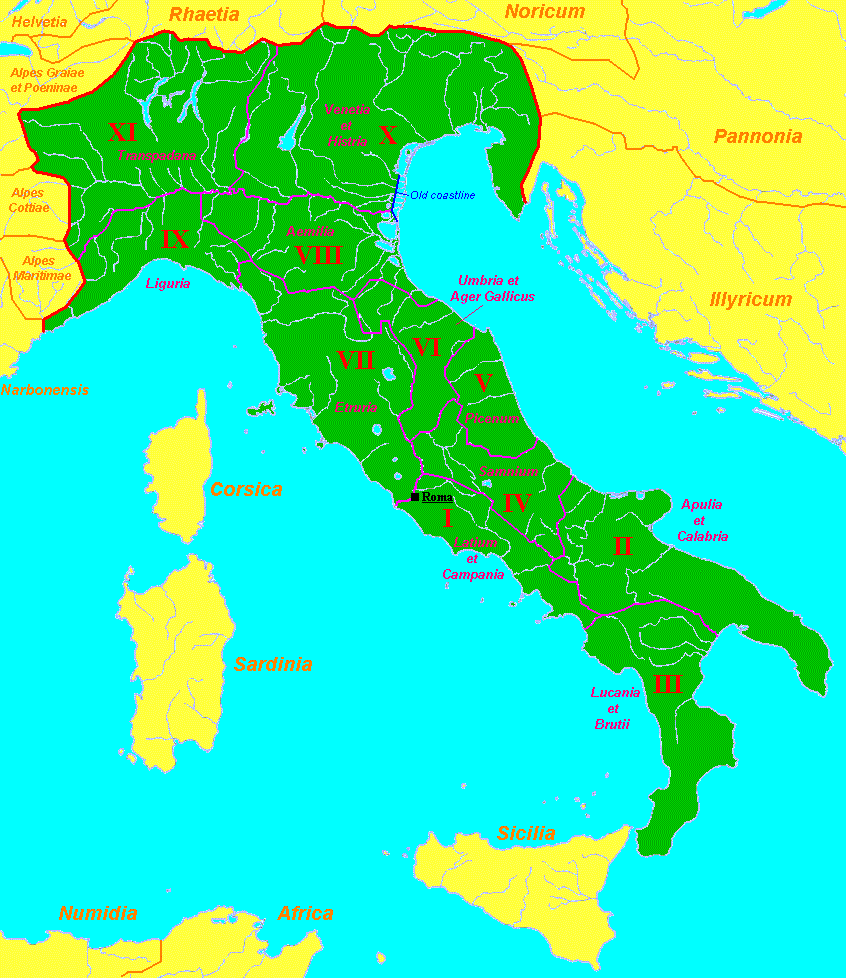
Италийские регионы после реформы Октавиана Августа (I век).

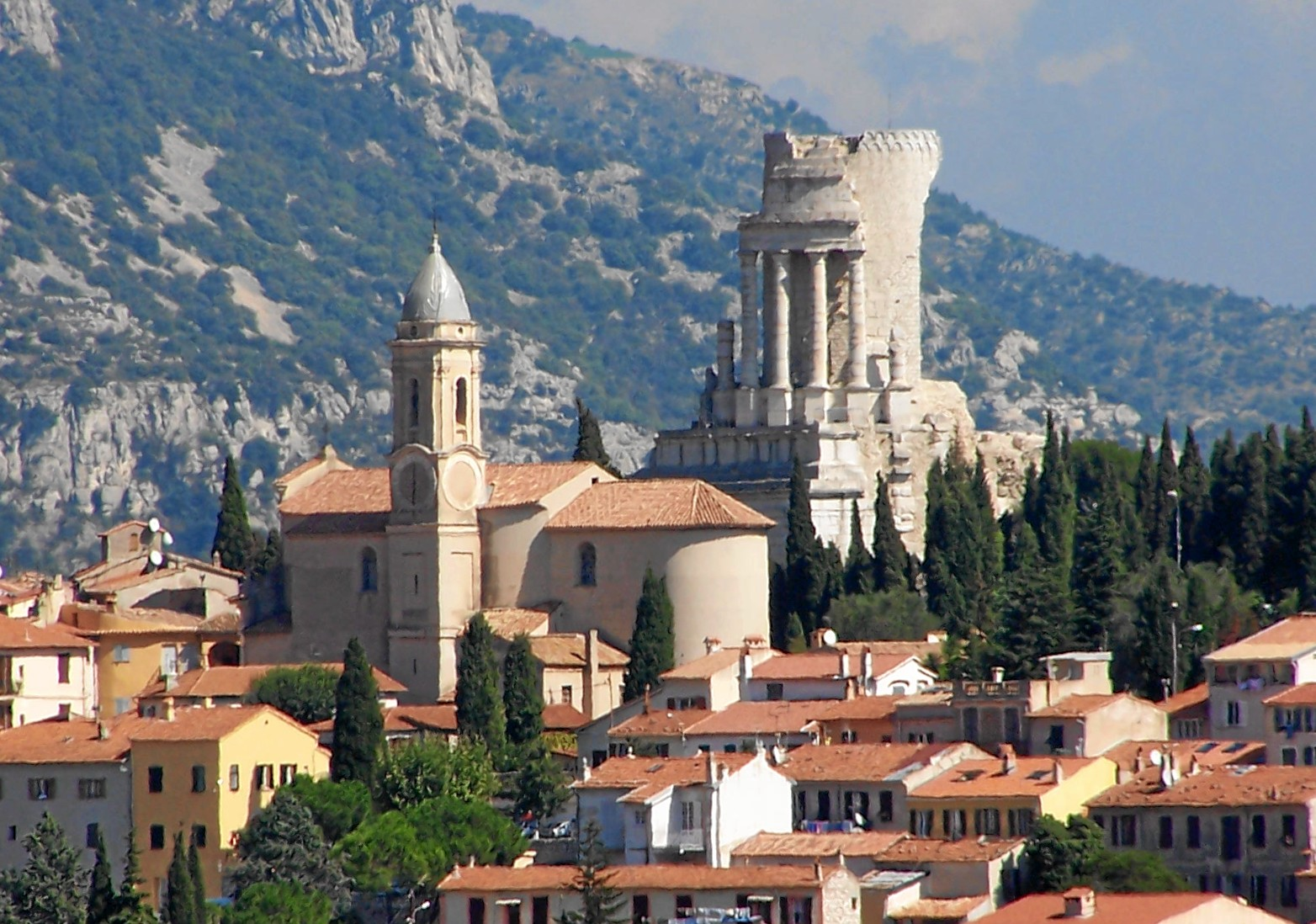
Альпийский трофей (Ла-Тюрби, Франция) отмечал августовскую границу между Италией и Галлией

6. Умбрия и галльское поле (Umbria et Ager Gallicus)
7. Этрурия (Etruria)
8. Эмилия (Aemilia)
9. Лигурия (Liguria)
10. Венеция и Истрия (Venetia et Histria)
11. Транспадана (Transpadana)

При Августе и его преемниках в Италии строилась густая сеть римских дорог. Итальянская экономика процветала: сельское хозяйство, ремесла и промышленность ощутимо росли, что давало возможность экспортировать товары в другие провинции. Население Италии также выросло: в правление Августа было проведено три переписи: количество жителей в 28 году до н. э. составляло 4 063 000, в 8 году до н. э. — 4 233 000, а в 14 году н. э. —4 937 000. Однако точно неизвестно, учитывались ли все граждане, только взрослые мужчины или же граждане sui iuris[что?]. Оценки численности населения материковой Италии с учётом Цизальпийской Галлии в начале I века варьируются: от 6 миллионов по Карлу Юлиусу Белоху (1886) до 14 миллионов по Элио Ло Кашио (2009).

### Диоклетиановская и Константиновская реорганизации

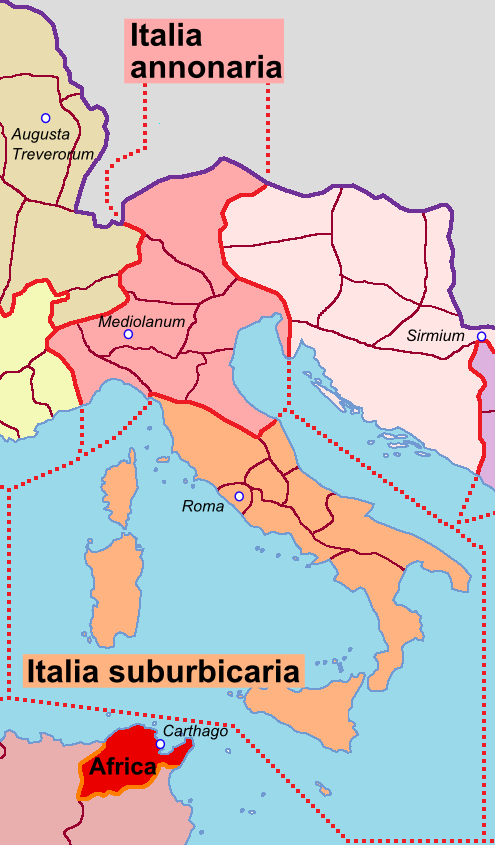
Диоцезы Italia annonaria и Italia suburbicaria.

Во время кризиса III века Римская империя почти разрушилась под общим давлением вторжений, военной анархии, гражданских войн и гиперинфляции. В 284 году император Диоклетиан восстановил политическую стабильность. Он провёл основательные административные реформы для поддержания порядка; ввёл тетрархию, при которой государством управляли два старших императора (августы) и два младших императора (цезари); уменьшил размеры провинций, удвоив их число, чтобы снизить влияние губернаторов; сгруппировал провинции в несколько диоцезов и поставил их под надзор императорского викария (генерал-губернатора). Во время кризиса III века значение Рима уменьшилось, поскольку императоры в нём не проживали, всё время находясь в более неспокойных регионах. Диоклетиан и его соправители обычно имели каждый по своей столице. Августы Диоклетиан и Максимиан, отвечавшие соответственно за Восток и Запад, обосновались в Никомедии на северо-западе Анатолии (ближе к персидской границе) и Медиолане на севере Италии (ближе к германским границам) соответственно. Резиденциями цезарей были Августа Треверорум (на рейнской границе) для Констанция Хлора и Сирмий (на дунайской границе) для Галерия, который также жил в Фессалониках.
При Диоклетиане Италия стала Диоцезом Италия, она включала в себя также Рецию. Она была разделена на следующие провинции:
- Лигурия (Liguria; ныне Лигурия и западный Пьемонт)
- Траспадана (Transpadana; восточный Пьемонт и Ломбардия)
- Реция (Rhaetia; восточная Швейцария, западной и центральной части Австрии и южной Германии)
- Венетия и Истрия (Venetia et Histria; сегодня Венето, Фриули — Венеция-Джулия и Трентино-Альто-Адидже и Истарска)
- Эмилия (Aemilia; Эмилия-Романья)
- Туския и Умбрия (Tuscia et Umbria; Тоскана и Умбрия)
- Фламиния (Flaminia; сегодня Марке)
- Лаций и Кампания (Latium et Campania; прибрежные части Лацио и Кампаньи)
- Самний (Samnium; Абруцци, Молизе и Ирпиния)
- Апулия и Калабрия (Apulia et Calabria; Апулия)
- Лукания и Бруттий (Lucania et Bruttium; Базиликата и Калабрия)
- Сицилия и Мальта (Sicilia)
- Корсика и Сардиния (Corsica et Sardinia)

Константин разделил империю на четыре префектуры претория. Итальянский диоцез стал преторианской префектурой Италии (praefectura praetoria Italiae) и была разделён на два диоцеза.
Диоцез Сельская Италия (Diocesis Italiae annonariae) — в соответствии с Cura Annonae жители этого диоцеза должны были обеспечивать администрацию Медиолана и дислоцированные там войска продовольствием, вином и древесиной. Включал провинции:
- Коттские Альпы (Alpes Cottiae)
- Лигурия (Liguria)
- Венетия и Истрия (Venetia et Histria)
- Реция I (Raetia I)
- Реция II (Rhaetia II)
- Эмилия (Aemilia)
- Фламиния и Сельский Пицен (Flaminia et Picenum Annonarium)

Диоцез Пригородная Италия (Diocesis Italiae suburbicariae) включал провинции:
- Туския и Умбрия (Tuscia et Umbria)
- Пригородный Пицен (Picenum suburbicarium)
- Валерия Сабина (Valeria Sabina)
- Кампания (Campania)
- Самний (Samnium)
- Апулия и Калабрия (Apulia et Calabria)
- Лукания и Бруттий (Lucania et Bruttium)
- Сицилия (Sicilia)
- Сардиния (Sardinia)
- Корсика (Corsica)

### Восточная Римская империя
В 330 году Константин основал на месте древнего Византия город Константинополь. Он создал в городе новые императорский двор, сенат, финансовую и судебную администрации и военные структуры. Новый город, однако, не получал городского префекта до 359 года, что официально возвело его в статус восточной столицы. После смерти Феодосия в 395 году и последующего раздела империи Италия вошла в состав Западной Римской империи. В результате вторжения Алариха, короля вестготов, в 402 году столица Запада была перенесена из Медиолана в Равенну. Аларих разграбил Рим в 410 году впервые за 8 столетий. В 452 году Северная Италия была атакована гуннами во главе с Аттилой. В 455 году Рим был снова разграблен вандалами под командованием Гейзериха.

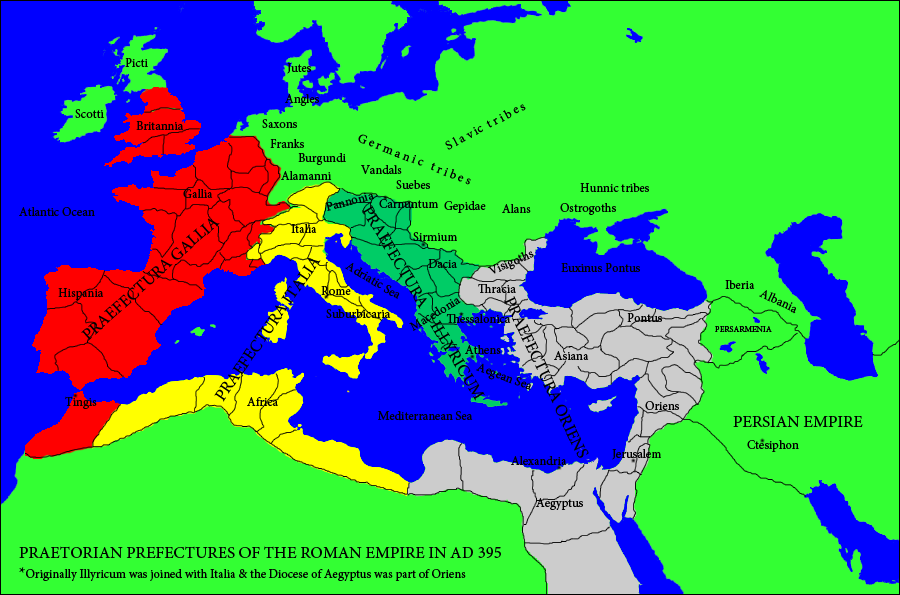
«Префектура претория Италии» (желтым цветом) простиралась от Дуная до Северной Африки.

Согласно «Notitia Dignitatum», одному из немногих сохранившихся римских правительственных документов, написанному до 420-х годов, римская Италия управлялась префектом претория, преторианской префектуры Италии (которая также включала диоцез Африка и диоцез Паннония) — с одним викарием и одним комитом. В конце IV века регионы Италии управлялись восемью консулярами (Венетто и Истрия, Эмилия, Лигурия, Фламиния и сельский Пицен, Туския и Умбрия, Пригородный Пицен, Кампания, Сицилия), двумя корректорами (Апулия и Калабрия, Лукания и Бруттий) и семью президами (Коттские Альпы, Реция Первая, Реция Вторая, Самний, Валерия, Сардиния, Корсика). В V веке, когда императоры находились под контролем своих варварских полководцев, имперское правительство на Западе сохраняло слабый контроль над Италией, чьи берега периодически подвергались нападениям. В 476 году после отречения Ромула Августа, Западная Римская империя формально пала, хотя Юлий Непот признавался Константинополем законным императором до своей гибели в 480 году. Италия осталась под властью Одоакра и его королевства, а затем попала под власть остготов. Германские государства-преемники Одоакра и Теодориха Великого продолжали использовать римскую административную машину, а также были номинальными подданными восточного императора в Константинополе. В 535 году римский император Юстиниан вторгся в Италию, которая пережила двадцать лет разрушительной войны. В августе 554 года Юстиниан издал Прагматическую санкцию, которая восстанавливала большую часть организаций Диоклетиана. Таким образом, «преторианская префектура Италии» снова перешла под римский контроль в ходе готской войны Юстиниана. В результате вторжения лангобардов в 568 году ромеи потеряли большую часть Италии, за исключением территорий Равеннского экзархата — коридора от Венеции до Лацио и плацдармов на юге — Неаполя и его окрестностей, а также полуостровов Калабрия и Апулия.